# Psychological Reports
Psychological Reports — американский рецензируемый академический журнал, охватывающий вопросы из области психологии и психиатрии, выпускаемый с марта 1955 года в издательстве SAGE Publications.
Импакт-фактор журнала, согласно данным редакции, по состоянию на 2016 год составляет 0.414.